# Élie Cartan
Élie Cartan   (Dolomieu, 9 d'abril de 1869 - París, 6 de maig de 1951) va ser un matemàtic francès que va fer treballs fonamentals en la teoria dels grups de Lie i les seves aplicacions geomètriques. També va tenir una contribució significativa en la física matemàtica, la geometria diferencial, i la teoria de grups.

## Biografia
Élie Cartan va néixer el 9 d'abril de 1869 al poble de Dolomieu, Isèra, fill de Joseph Cartan (1837–1917) i Anne Cottaz (1841–1927). Josep Cartan era el ferrer del poble; Élie Cartan va recordar que la seva infantesa havia transcorregut sota colps d'enclusa, que començaven cada matí des de l'alba, i que «la seva mare, durant aquells pocs minuts en què estava lliure de tenir cura dels nens i de la casa, treballava amb una roda de filar». Élie tenia una germana gran Jeanne-Marie (1867–1931) que es va convertir en modista; un germà petit Léon (1872–1956) que es va convertir en ferrer treballant a la ferreria del seu pare; i una germana petita Anna Cartan (1878–1923), que, en part sota la influència d'Élie, va ingressar a l'École Normale Supérieure (com abans havia fet Élie) i va escollir una carrera com a professora de matemàtiques en un lycée (escola secundària).
Élie Cartan va ingressar a una escola primària de Dolomieu i va ser la millor alumna de l'escola. Un dels seus professors, M. Dupuis, recordava que «Élie Cartan era una estudiant tímida, però en els seus ulls brillava una inusual llum de gran intel·lecte, i això es combinava amb una excel·lent memòria». Antonin Dubost, aleshores el representant d’Isèra, va visitar l'escola i va quedar impressionat per les habilitats inusuals de Cartan i  va fer tot el possible per que pogués seguir estudiant amb beques.. Va recomanar a Cartan que participés en un concurs per obtenir una beca en un lycée. Cartan es va preparar per al concurs sota la supervisió de M. Dupuis i va aprovar als deu anys. Va passar cinc anys (1880–1885) a la universitat de Viena del Delfinat i després dos anys (1885–1887) al Lycée de Grenoble. El 1887 es va traslladar al Liceu Janson-de-Sailly de París per estudiar ciències durant dos anys; allà va conèixer i es va fer amistat amb el seu company de classe Jean Baptiste Perrin (1870–1942) que més tard es va convertir en un famós físic a França.
Va demostrar gran talent a l'escola primària de tal forma que l'inspector d'ensenyament Antonin Dubost (qui, anys més tard, va ser Ministre de Justícia i President del Senat). Així, doncs, va deixar el seu poble a l'edat de deu anys per estudiar primer al College de Vienne i al Lycée de Grenoble i després al Lycée Janson de Sailly de París, fins al 1888 en que va entrar a l'École Normale Supérieure. A l'ENS va tenir com a professor Henri Poincaré, qui el va influir notablement, Charles Hermite, Jules Tannery, Gaston Darboux, Émile Picard i altres grans físics i matemàtics. Cartan es va graduar el 1891 i l'any següent va servir a l'exèrcit durant un any, assolint el grau de sergent.
Cartan es va matricular a l'École Normale Supérieure el 1888, on va assistir a les conferències de Charles Hermite (1822–1901), Jules Tannery (1848–1910), Gaston Darboux (1842–1917), Paul Appell (1855–1930), Émile Picard (1856–1941), Édouard Goursat (1858–1936) i Henri Poincaré (1854–1912) les conferències dels quals eren el que Cartan estimava més.
Després de graduar-se a l'École Normale Superieure el 1891, Cartan va ser reclutat per l'exèrcit francès, on va servir un any i va assolir el grau de sergent. Durant els dos anys següents (1892–1894) Cartan va tornar a l'ENS i, seguint els consells del seu company de classe Arthur Tresse (1868–1958), que va estudiar amb Sophus Lie els anys 1888–1889, es va dedicar al estudi intensiu de l'estructura de les àlgebres de Lie finites i complexes amb l'ajut d'una borsa d'estudis obtinguda gràcies a les seves notes excel·lents de l'ENS i defensant, finalment, la seva tesi doctoral sobre el tema a la Sorbona davant d'un tribunal format per Hermite, Darboux i Picard.
Cartan va defensar la seva tesi, L'estructura dels grups continus finits de transformacions el 1894 a la Facultat de Ciències de la Sorbona. Entre 1894 i 1896 Cartan va ser professor a la Universitat de Montpeller; durant els anys 1896 a 1903, va ser professor a la Facultat de Ciències de la Universitat de Lió.
De 1894 a 1896 va ser professor de la universitat de Montpeller i de 1896 a 1903 va ser-ho a la de Lió. A Lió el 1903 es va casar amb Marie-Louisse Bianconi una jove d'origen cors, qui seria la seva parella durant tota la vida. El mateix any, Cartan esdevé professor a la Facultat de Ciències de la Universitat de Nancy. El 1904, va néixer el primer fill de Cartan, Henri Cartan, que més tard esdevingué un matemàtic influent; el 1906, va néixer un altre fill, Jean Cartan, que va esdevenir compositor.
Abans de tornar a París encara va ser professor a Nancy fins al 1909, lloc on va néixer el seu fill, i també important matemàtic, Henri Cartan. Altres dos fills seus van morir tràgicament: Jean Cartan, un compositor, va morir el 1932 de tuberculosi amb només 25 anys i Louis Cartan, físic a la universitat de Poitiers va ser membre de la Resistència francesa i el 1943 va ser detingut i assassinat pels nazis.
El 1912 Cartan hi va ser professor a la Universitat de Nancy, a partir de la referència que va rebre de Poincaré. Va romandre a la Sorbona fins a la seva jubilació el 1940 i va passar els últims anys de la seva vida ensenyant matemàtiques a l'École Normale Supérieure per a noies.
A partir de 1909 i fins a la seva jubilació el 1940, va ser professor de la Facultat de Ciències de la Sorbona, donant classes simultàniament a l'École Normale Supérieure.

Com a estudiant de Cartan, el geòmetre Shiing-Shen Chern va escriure:
| « | Normalment l'endemà [de reunir-me amb Cartan] rebria una carta d'ell. Ell deia: Després que vas marxar, vaig pensar més en les teves preguntes... -va tenir alguns resultats, algunes preguntes més, etc. Sabia tots aquests articles sobre grups simples de Lie, àlgebres de Lie, tots de memòria. Quan el veies pel carrer, quan sortia un tema determinat, treia un sobre vell i escrivia alguna cosa i et donava la resposta. I de vegades em va costar hores o fins i tot dies obtenir la mateixa resposta... Vaig haver de treballar molt. | » |

El 1921 esdevingué membre estranger de l'Acadèmia Polonesa del Coneixement i el 1937 membre estranger de la Reial Acadèmia d'Arts i Ciències dels Països Baixos. El 1938 va participar en el Comitè Internacional compost per organitzar els Congressos Internacionals per a la Unitat de la Ciència.
Va morir a París el 1951, després d'una llarga malaltia.
Cartan va rebre nombrosos premis i honors i va ser membre de diverses institucions científiques de tot el món, inclosa la Royal Society.
El 1976, un cràter lunar va rebre el seu nom. Abans, era designat Apol·loni D.

## Obra
Els primers treballs científics de Cartan versaven, com ja s'ha vist, sobre les àlgebres de Lie i eren una síntesi entre la teoria de Lie, la geometria clàssica, la geometria diferencial i la topologia. A partir de 1909, va deixar gairebé del tot aquest camp de recerca per interessar-se per la teoria de les equacions diferencials parcials i, sobre tot, per la geometria diferencial.
Els seus llibres publicats seran tots ells sobre aquest segon camp:
- Leçons Sur Les Invariants Intégraux (1922)
- Leçons sur la géométrie des espaces de Riemann (1928)
- La théorie des groupes finis et continus et l'analysis situs (1930)
- Leçons sur la géométrie projective complexe (1931)
- Les espaces métriques fondés sur la notion d'aire (1933)
- Les espaces de Finsler (1934)
- La méthode du repère mobile: la théorie des continus et les espaces généralisés (1935)
- La topologie des groupes de Lie (1936)
- Leçons sur la théorie des espaces à connexion projective (1937)
- La théorie des groupes finis et continus et la géométrie différentielle (1937)
- Leçons sur la théorie des spineurs (1938)
- Les systèmes différentiels extérieurs et leurs applications géométriques (1945)

A part d'aquesta dotzena de llibres, va publicar més de 170 articles en revistes científiques de primer ordre.